# Liste der Werke Beethovens

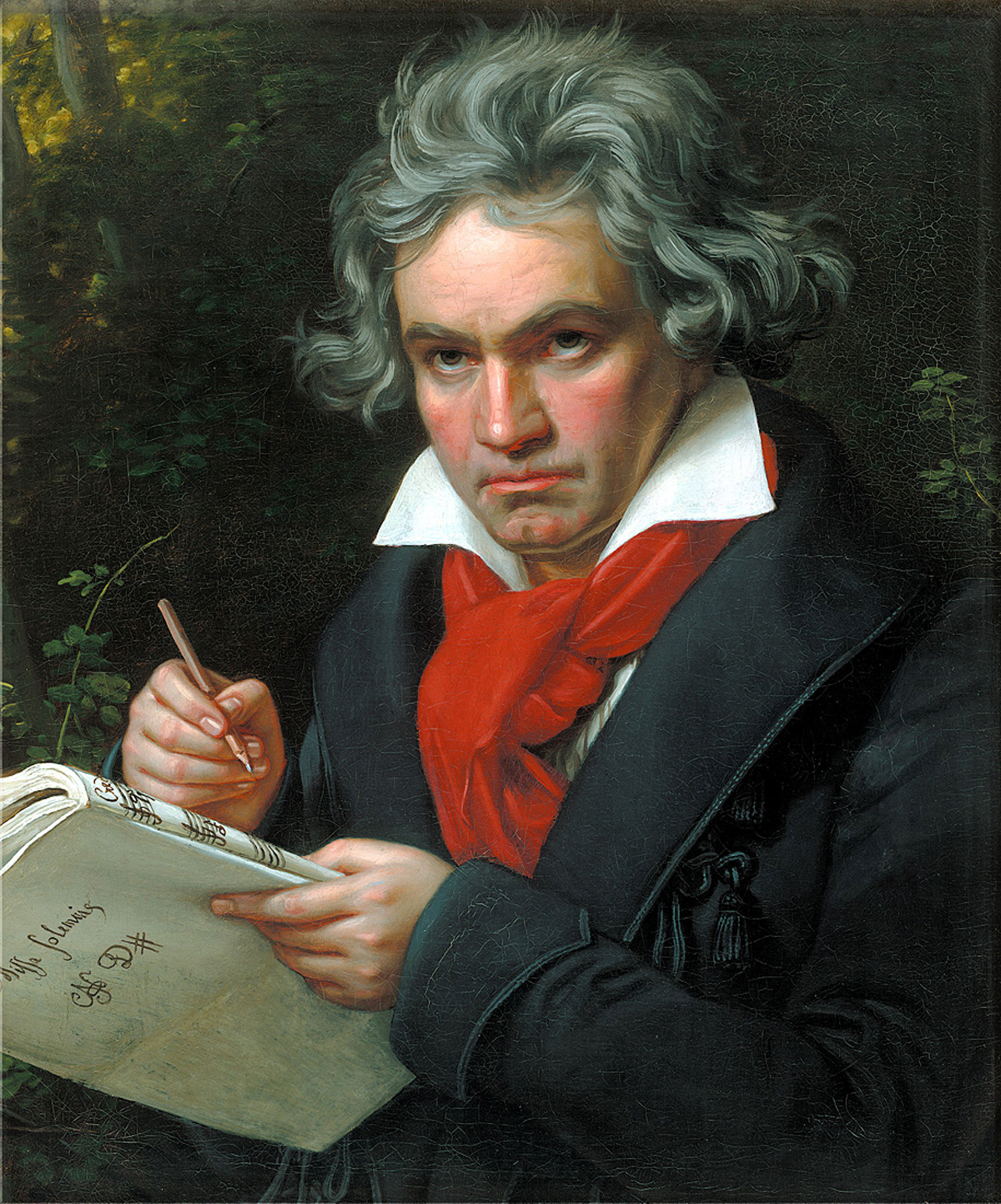
Ludwig van Beethoven

Ludwig van Beethoven war einer der ersten Komponisten, der seine Werke mit Opuszahlen versehen hat.

## Hinweise
Die heutige Einteilung der Werke Beethovens in Werke mit Opuszahlen (op.) und Werke ohne Opuszahlen (WoO) geht auf die Musikforscher Georg Kinsky und Hans Halm zurück (1955). Einige unfertige und nicht veröffentlichte Werke wurden zudem von dem Schweizer Musikwissenschaftler Willy Hess gesammelt und katalogisiert (1957). 

Das Verzeichnis von Kinsky und Halm wurde von Dorfmüller, Gertsch, Ronge und Haberkamp in den Jahren 1999–2014 überarbeitet und ergänzt. Die folgende Auflistung zeigt alle Werke Beethovens gemäß diesem neuen Verzeichnis von 2014. In Klammern ist das Jahr der Vollendung des jeweiligen Werkes angegeben. Da dieses Jahr oft nicht genau bekannt ist und zudem Beethoven viele seiner Werke zu einem späteren Zeitpunkt noch einmal verändert hat, sind diese Jahreszahlen nur als Richtwerte zur chronologischen Einordnung und nicht als genaue Daten zu verstehen. 

Bei der Überarbeitung des Verzeichnisses von Kinsky/Halm hatte sich herausgestellt, dass einzelne der bisher unter 'Werke mit Opuszahl' oder 'Werke ohne Opuszahl' genannten Kompositionen unvollständig sind oder Beethoven gar nicht zugeschrieben werden können. Für diese Werke wurden deshalb von Dorfmüller et al. die jeweiligen Incipits aus ihrer ursprünglichen Auflistung entfernt und in das bereits seit Kinsky/Halm bestehende Buchkapitel 'Unechte und zweifelhafte Werke' übernommen bzw. in dem neuen Kapitel 'Unvollendete Werke' zusammengefasst.

## Werke mit Opuszahl
- Opus 1 Nr. 1: Klaviertrio Nr. 1 in Es-Dur (1795)
- Opus 1 Nr. 2: Klaviertrio Nr. 2 in G-Dur (1795)
- Opus 1 Nr. 3: Klaviertrio Nr. 3 in c-Moll (1795)
- Opus 2 Nr. 1: Klaviersonate Nr. 1 in f-Moll (1795)
- Opus 2 Nr. 2: Klaviersonate Nr. 2 in A-Dur (1795)
- Opus 2 Nr. 3: Klaviersonate Nr. 3 in C-Dur (1795)
- Opus 3: Streichtrio Nr. 1 in Es-Dur (1794)
- Opus 4: Streichquintett Nr. 1 in Es-Dur (1795)
- Opus 5 Nr. 1: Sonate für Klavier und Violoncello Nr. 1 in F-Dur (1796)
- Opus 5 Nr. 2: Sonate für Klavier und Violoncello Nr. 2 in g-Moll (1796)
- Opus 6: Klaviersonate für 4 Hände in D-Dur (1797)
- Opus 7: Klaviersonate Nr. 4 in Es-Dur (1797)
- Opus 8: Serenade für Streichtrio in D-Dur (1797)
- Opus 9 Nr. 1: Streichtrio Nr. 2 in G-Dur (1798)
- Opus 9 Nr. 2: Streichtrio Nr. 3 in D-Dur (1798)
- Opus 9 Nr. 3: Streichtrio Nr. 4 in c-Moll (1798)
- Opus 10 Nr. 1: Klaviersonate Nr. 5 in c-Moll (1798)
- Opus 10 Nr. 2: Klaviersonate Nr. 6 in F-Dur (1798)
- Opus 10 Nr. 3: Klaviersonate Nr. 7 in D-Dur (1798)
- Opus 11: Klaviertrio Nr. 4 in B-Dur „Gassenhauer-Trio“ (1798)
- Opus 12 Nr. 1: Sonate für Klavier und Violine Nr. 1 in D-Dur (1799)
- Opus 12 Nr. 2: Sonate für Klavier und Violine Nr. 2 in A-Dur (1798)
- Opus 12 Nr. 3: Sonate für Klavier und Violine Nr. 3 in Es-Dur (1798)
- Opus 13: Klaviersonate Nr. 8 in c-Moll „Pathétique“ (1799)
- Opus 14 Nr. 1: Klaviersonate Nr. 9 in E-Dur (1799)
- Opus 14 Nr. 2: Klaviersonate Nr. 10 in G-Dur (1799)
- Opus 15: Klavierkonzert Nr. 1 in C-Dur (1795)
- Opus 16: Quintett für Klavier und Bläser in Es-Dur (1796)
- Opus 17: Hornsonate in F-Dur (1800)
- Opus 18 Nr. 1: Streichquartett Nr. 1 in F-Dur (1799)
- Opus 18 Nr. 2: Streichquartett Nr. 2 in G-Dur (1799)
- Opus 18 Nr. 3: Streichquartett Nr. 3 in D-Dur (1799)
- Opus 18 Nr. 4: Streichquartett Nr. 4 in c-Moll (1799)
- Opus 18 Nr. 5: Streichquartett Nr. 5 in A-Dur (1799)
- Opus 18 Nr. 6: Streichquartett Nr. 6 in B-Dur (1800)
- Opus 19: Klavierkonzert Nr. 2 in B-Dur (1795)
- Opus 20: Septett in Es-Dur (1799)
- Opus 21: 1. Sinfonie in C-Dur (1800)
- Opus 22: Klaviersonate Nr. 11 in B-Dur (1800)
- Opus 23: Sonate für Klavier und Violine Nr. 4 in a-Moll (1801)
- Opus 24: Sonate für Klavier und Violine Nr. 5 in F-Dur „Frühlingssonate“ (1801)
- Opus 25: Serenade in D-Dur für Flöte, Violine und Bratsche (1801)
- Opus 26: Klaviersonate Nr. 12 in As-Dur (1801)
- Opus 27 Nr. 1: Klaviersonate Nr. 13 in Es-Dur (1801)
- Opus 27 Nr. 2: Klaviersonate Nr. 14 in cis-Moll „Mondscheinsonate“ (1801)
- Opus 28: Klaviersonate Nr. 15 in D-Dur „Pastorale“ (1801)
- Opus 29: Streichquintett Nr. 2 in C-Dur (1801)
- Opus 30 Nr. 1: Sonate für Klavier und Violine Nr. 6 in A-Dur (1803)
- Opus 30 Nr. 2: Sonate für Klavier und Violine Nr. 7 in c-Moll (1803)
- Opus 30 Nr. 3: Sonate für Klavier und Violine Nr. 8 in G-Dur (1803)
- Opus 31 Nr. 1: Klaviersonate Nr. 16 in G-Dur (1802)
- Opus 31 Nr. 2: Klaviersonate Nr. 17 in d-Moll „Der Sturm“ (1802)
- Opus 31 Nr. 3: Klaviersonate Nr. 18 in Es-Dur (1802)
- Opus 32: An die Hoffnung – Lied (1. Vertonung) (1805)
- Opus 33: Sieben Bagatellen (1802)
- Opus 34: 6 Variationen über ein eigenes Thema in F-Dur (1802)
- Opus 35: 15 Variationen mit Finale alla Fuga in Es-Dur „Eroica-Variationen“ (1802)
- Opus 36: 2. Sinfonie in D-Dur (1803)
- Opus 37: Klavierkonzert Nr. 3 in c-Moll (1803)
- Opus 38: Klaviertrio Nr. 8 (Arrangement des Septetts in Es-Dur op. 20) (1803)
- Opus 39: Zwei Präludien (1789)
- Opus 40: Romanze für Violine und Orchester in G-Dur (1802)
- Opus 41: siehe Liste der Werke Beethovens#Unechte und zweifelhafte Werke
- Opus 42: siehe Liste der Werke Beethovens#Unechte und zweifelhafte Werke
- Opus 43: Die Geschöpfe des Prometheus – Ballettmusik (Ouvertüre in C-Dur) (1801)
- Opus 44: Klaviertrio Nr. 10 (14 Variationen über ein eigenes Thema in Es-Dur) (1792)
- Opus 45: 3 Märsche für Klavier (für 4 Hände) (1803)
- Opus 46: Adelaide – Lied (1795)
- Opus 47: Sonate für Klavier und Violine Nr. 9 in A-Dur „Kreutzer-Sonate“ (1802)
- Opus 48 Nr. 1: Bitten – Lied (1802)
- Opus 48 Nr. 2: Die Liebe des Nächsten – Lied (1802)
- Opus 48 Nr. 3: Vom Tode – Lied (1802)
- Opus 48 Nr. 4: Die Ehre Gottes aus der Natur – Lied (1802)
- Opus 48 Nr. 5: Gottes Macht und Vorsehung – Lied (1802)
- Opus 48 Nr. 6: Bußlied – Lied (1802)
- Opus 49 Nr. 1: Klaviersonate Nr. 19 in g-Moll (1792)
- Opus 49 Nr. 2: Klaviersonate Nr. 20 in G-Dur (1792)
- Opus 50: Romanze für Violine und Orchester in F-Dur (1798)
- Opus 51 Nr. 1: Rondo für Klavier in C-Dur (1797)
- Opus 51 Nr. 2: Rondo für Klavier in G-Dur (1798)
- Opus 52 Nr. 1: Urians Reise um die Welt – Lied (1805)
- Opus 52 Nr. 2: Feuerfarb – Lied (1805)
- Opus 52 Nr. 3: Das Liedchen von der Ruhe – Lied (1805)
- Opus 52 Nr. 4: Maigesang – Lied (1805)
- Opus 52 Nr. 5: Mollys Abschied – Lied (1805)
- Opus 52 Nr. 6: Die Liebe – Lied (1805)
- Opus 52 Nr. 7: Marmotte – Lied (1805)
- Opus 52 Nr. 8: Das Blümchen Wunderhold – Lied (1805)
- Opus 53: Klaviersonate Nr. 21 in C-Dur „Waldstein“ (1803)
- Opus 54: Klaviersonate Nr. 22 in F-Dur (1804)
- Opus 55: 3. Sinfonie in Es-Dur „Eroica“ (1805)
- Opus 56: Tripelkonzert in C-Dur (1805)
- Opus 57: Klaviersonate Nr. 23 in f-Moll „Appassionata“ (1805)
- Opus 58: Klavierkonzert Nr. 4 in G-Dur (1807)
- Opus 59 Nr. 1: Streichquartett Nr. 7 in F-Dur (1806)
- Opus 59 Nr. 2: Streichquartett Nr. 8 in e-Moll (1806)
- Opus 59 Nr. 3: Streichquartett Nr. 9 in C-Dur (1806)
- Opus 60: 4. Sinfonie in B-Dur (1807)
- Opus 61: Konzert für Violine und Orchester in D-Dur (1806)
- Opus 61a: Klavierkonzert in D-Dur (Arrangement des Violinkonzerts op. 61) (1808)
- Opus 62: Coriolan-Ouvertüre (1807)
- Opus 63: siehe Liste der Werke Beethovens#Unechte und zweifelhafte Werke
- Opus 64: siehe Liste der Werke Beethovens#Unechte und zweifelhafte Werke
- Opus 65: Ah perfido! – Arie (1796)
- Opus 66: 12 Variationen über „Ein Mädchen oder Weibchen“ aus Mozarts „Die Zauberflöte“ (1796)
- Opus 67: 5. Sinfonie in c-Moll (1808)
- Opus 68: 6. Sinfonie in F-Dur „Pastorale“ (1808)
- Opus 69: Sonate für Klavier und Violoncello Nr. 3 in A-Dur (1808)
- Opus 70 Nr. 1: Klaviertrio Nr. 5 in D-Dur „Geistertrio“ (1808)
- Opus 70 Nr. 2: Klaviertrio Nr. 6 in Es-Dur (1808)
- Opus 71: Bläsersextett in Es-Dur (1796)
- Opus 72a: Leonore (mit Ouvertüre Nr. 2) – Oper (1805)
- Opus 72b: Leonore (mit Ouvertüre Nr. 3) – Oper (1806)
- Opus 72c: Fidelio – Oper (1814)
- Opus 73: Klavierkonzert Nr. 5 in Es-Dur (1809)
- Opus 74: Streichquartett Nr. 10 in Es-Dur „Harfenquartett“ (1809)
- Opus 75 Nr. 1: Mignon – Lied (1809)
- Opus 75 Nr. 2: Neue Liebe, neues Leben – Lied (1809)
- Opus 75 Nr. 3: Aus Goethes Faust – Lied (1809)
- Opus 75 Nr. 4: Gretels Warnung – Lied (1809)
- Opus 75 Nr. 5: An den fernen Geliebten – Lied (1809)
- Opus 75 Nr. 6: Der Zufriedene – Lied (1809)
- Opus 76: 6 Variationen auf ein Thema aus „Die Ruinen von Athen“ in D-Dur (1809)
- Opus 77: Klavierfantasie (1809)
- Opus 78: Klaviersonate Nr. 24 in Fis-Dur (1809)
- Opus 79: Klaviersonate Nr. 25 in G-Dur (1809)
- Opus 80: Fantasie für Klavier, Chor und Orchester in c-Moll (1808)
- Opus 81a:[4] Klaviersonate Nr. 26 in Es-Dur „Les Adieux“ (1809)
- Opus 81b: Sextett in Es-Dur (1795)
- Opus 82 Nr. 1: Hoffnung – Lied (1809)
- Opus 82 Nr. 2: Liebes-Klage – Lied (1809)
- Opus 82 Nr. 3: L’amante impatiente – Duet (1809)
- Opus 82 Nr. 4: L’amante impatiente – Lied (1809)
- Opus 82 Nr. 5: Lebens-Genuss – Lied (1809)
- Opus 83 Nr. 1: Wonne der Wehmut – Lied (1810)
- Opus 83 Nr. 2: Sehnsucht – Lied (1810)
- Opus 83 Nr. 3: Mit einem gemalten Band – Lied (1810)
- Opus 84: Egmont-Ouvertüre und Schauspielmusik (1810)
- Opus 85: Christus am Ölberge (Oratorium) (1804)
- Opus 86: Messe in C-Dur (1807)
- Opus 87: Bläsertrio in C-Dur (1795)
- Opus 88: Das Glück der Freundschaft – Lied (1803)
- Opus 89: Polonaise in C-Dur (1814)
- Opus 90: Klaviersonate Nr. 27 in e-Moll (1814)
- Opus 91: Wellingtons Sieg oder die Schlacht bei Vittoria (1813)
- Opus 92: 7. Sinfonie in A-Dur (1813)
- Opus 93: 8. Sinfonie in F-Dur (1814)
- Opus 94: An die Hoffnung – Lied (1815)
- Opus 95: Streichquartett Nr. 11 in f-Moll „Serioso“ (1810)
- Opus 96: Sonate für Klavier und Violine Nr. 10 in G-Dur (1812)
- Opus 97: Klaviertrio Nr. 7 in B-Dur (1811)
- Opus 98: An die ferne Geliebte – Liederkreis (1816)
- Opus 99: Der Mann von Wort – Lied (1816)
- Opus 100: Merkenstein – Lied (1814)
- Opus 101: Klaviersonate Nr. 28 in A-Dur (1816)
- Opus 102 Nr. 1: Sonate für Klavier und Violoncello Nr. 4 in C-Dur (1815)
- Opus 102 Nr. 2: Sonate für Klavier und Violoncello Nr. 5 in D-Dur (1815)
- Opus 103: Bläseroktett in Es-Dur (1792)
- Opus 104: Streichquintett Nr. 3 in c-Moll (Arrangement des Klaviertrios op. 1 Nr. 3) (1817)
- Opus 105: 6 Themen und Variationen für Flöte und Klavier (1819)
- Opus 106: Klaviersonate Nr. 29 in B-Dur, Große Sonate für das Hammerklavier (1818)
- Opus 107: 10 Themen und Variationen für Flöte und Klavier (1820)
- Opus 108: 25 Schottische Lieder (1818)
- Opus 109: Klaviersonate Nr. 30 in E-Dur (1820)
- Opus 110: Klaviersonate Nr. 31 in As-Dur (1822)
- Opus 111: Klaviersonate Nr. 32 in c-Moll (1822)
- Opus 112: Meeresstille und glückliche Fahrt für Chor und Orchester (1815)
- Opus 113: Die Ruinen von Athen – Singspiel (1811)
- Opus 114: Marsch mit Chor (Es-Dur) aus August von Kotzebues Festspiel „Die Ruinen von Athen“, Bearbeitung für das Festspiel „Die Weihe des Hauses“ op. 114 (1822)
- Opus 115: Namensfeier-Ouvertüre (1815)
- Opus 116: Terzett für Sopran, Tenor und Bass mit Orchester „Tremate, empi tremate“ (1802)
- Opus 117: König Stephan – Singspiel (1811)
- Opus 118: Elegischer Gesang – Kantate (1814)
- Opus 119: 11 Bagatellen für Klavier (1822)
- Opus 120: 33 Variationen über einen Walzer von Diabelli „Diabelli-Variationen“ (1823)
- Opus 121a: Klaviertrio Nr. 11 (Variationen über „Ich bin der Schneider Kakadu'“ von Wenzel Müller) (1803)
- Opus 121b: Opferlied – Lied (1822)
- Opus 122: Bundeslied – Lied (1824)
- Opus 123: Missa Solemnis in D-Dur (1822)
- Opus 124: Ouvertüre „Die Weihe des Hauses“ (1822)
- Opus 125: 9. Sinfonie in d-Moll mit Schluss-Chor über Schillers Ode An die Freude (1824)
- Opus 126: Sechs Bagatellen für Klavier (1824)
- Opus 127: Streichquartett Nr. 12 in Es-Dur (1825)
- Opus 128: Der Kuss – Lied (1822)
- Opus 129: Rondo alla ingharese quasi un capriccio in G-Dur („Die Wut über den verlorenen Groschen“) (1795)
- Opus 130: Streichquartett Nr. 13 in B-Dur (1825)
- Opus 131: Streichquartett Nr. 14 in cis-Moll (1826)
- Opus 132: Streichquartett Nr. 15 in a-Moll (1825)
- Opus 133: Große Fuge in B-Dur (1826)
- Opus 134: Große Fuge für Klavier zu vier Händen (Klavierfassung von op. 133) (1826)
- Opus 135: Streichquartett Nr. 16 in F-Dur (1826)
- Opus 136: Der glorreiche Augenblick – Kantate (1814)
- Opus 137: Fuge für Streichquintett in D-Dur (1817)
- Opus 138: Ouvertüre Nr. 1 zur Oper Leonore (1807)

## Werke ohne Opuszahl
- WoO 1: Musik zu einem Ritterballett (1791)
- WoO 2a: Triumphmarsch „Tarpeja“ für Orchester in C-Dur (1813)
- WoO 2b: Zwischenaktmusik (Entr'acte) „Leonore“ in D-Dur (1805)
- WoO 3: Gratulations-Menuett (1822)
- WoO 4: Klavierkonzert in Es-Dur (1784)
- WoO 5: Konzert für Violine und Orchester in C-Dur (Fragment) (1790–92)
- WoO 6: Rondo für Klavier und Orchester in B-Dur (Fragment) (1793)
- WoO 7: 12 Menuette für Orchester (1795)
- WoO 8: 12 Deutsche Tänze (1795)
- WoO 9: siehe Liste der Werke Beethovens#Unechte und zweifelhafte Werke
- WoO 10: 6 Menuette für Orchester
- WoO 11: 7 Ländler für zwei Violinen und Violoncello
- WoO 12: siehe Liste der Werke Beethovens#Unechte und zweifelhafte Werke
- WoO 13: 12 Deutsche Tänze für Orchester
- WoO 14: 12 Kontretänze
- WoO 15: 6 Ländler für zwei Violinen und Violoncello
- WoO 16: siehe Liste der Werke Beethovens#Unechte und zweifelhafte Werke
- WoO 17: siehe Liste der Werke Beethovens#Unechte und zweifelhafte Werke
- WoO 18: Yorckscher Marsch Zapfenstreich No. 1, Marsch in F für Militärmusik (1809)
- WoO 19: Zapfenstreich No. 3, Marsch in F No. 2 für Militärmusik (1810)
- WoO 20: Zapfenstreich No. 2, Marsch in C für Militärmusik (1810)
- WoO 21: Polonaise für Militärmusik in D-Dur (1810)
- WoO 22: Ecossaise für Militärmusik in D-Dur (1810)
- WoO 23: Ecossaise für Militärmusik in G-Dur (1810)
- WoO 24: Militär-Marsch in D-Dur (1816)
- WoO 25: Rondo für Blasinstrumente in Es-Dur
- WoO 26: Flötenduo in G-Dur
- WoO 27: siehe Liste der Werke Beethovens#Unechte und zweifelhafte Werket
- WoO 28: Variationen über „Là ci darem la mano“ für zwei Oboen und Englischhorn
- WoO 29: Marsch B-Dur
- WoO 30: Equale für vier Posaunen
- WoO 31: Zweistimmige Fuge für Orgel in D-Dur
- WoO 32: Duo für Viola und Violoncello in Es-Dur
- WoO 33: Fünf Stücke für die Flötenuhr
- WoO 34: Duett für zwei Violinen in A-Dur
- WoO 35: Kanon für zwei Violinen in A-Dur
- WoO 36: Klavierquartette in Es-Dur, G-Dur und C-Dur
- WoO 37: Trio für Klavier, Flöte und Fagott in G-Dur
- WoO 38: Klaviertrio in Es-Dur
- WoO 39: Klaviertrio in B-Dur
- WoO 40: Variationen über „Se Foul ballare“ für Klavier und Violine
- WoO 41: Rondo für Violine und Klavier in G-Dur
- WoO 42: Sechs deutsche Tänze für Violine und Klavier
- WoO 43a: Sonatine für Mandoline und Cembalo in c-Moll
- WoO 43b: Adagio für Mandoline und Cembalo in Es-Dur
- WoO 44a: Sonatine für Mandoline und Cembalo in C-Dur
- WoO 44b: Andante con variazioni für Mandoline und Cembalo in D-Dur
- WoO 45: 12 Variationen „See the conquering hero comes“ from Händel’s Judas Maccabaeus for piano and cello
- WoO 46: 7 Variationen in Es-Dur für Violoncello und Klavier über W. A. Mozarts Duett aus der Zauberflöte „Bei Männern, welche Liebe fühlen“
- WoO 47: Kurfürstensonaten in Es-Dur, f-Moll und D-Dur
- WoO 48: Rondo in C für Klavier (1783)
- WoO 49: Rondo für Klavier in A-Dur
- WoO 50: Sonatine für Klavier in F-Dur
- WoO 51: siehe Liste der Werke Beethovens#Unvollendete Werke
- WoO 52: Bagatelle für Klavier in c-Moll
- WoO 53: Allegretto für Klavier in c-Moll
- WoO 54: „Lustig und traurig“, Klavierstück in C/c (1790er)
- WoO 55: Prelude für Klavier in f-Moll
- WoO 56: Bagatelle für Klavier in C-Dur
- WoO 57: Andante favori für Klavier F-Dur (1804)[5]
- WoO 58: Kadenzen zu Mozarts Klavierkonzert KV 466
- WoO 59: Für Elise Klavierstück in a-Moll (1810)
- WoO 60: Bagatelle für Klavier in B-Dur
- WoO 61: Allegretto in b-Moll
- WoO 62: siehe Liste der Werke Beethovens#Unvollendete Werke
- WoO 63: Neun Variationen über einen Marsch von Ernst Christoph Dressler
- WoO 64: Sechs Variationen über ein Schweizer Lied (1798)
- WoO 65: Variationen über „Benni Amore“ von Righini
- WoO 66: Dreizehn Variationen über die Ariette „Es war einmal ein alter Mann“ aus Dittersdorfs Singspiel Das rote Käppchen in A-Dur
- WoO 67: Variationen über ein Thema von Waldstein
- WoO 68: Zwölf Variationen über das „Menuett a la Vigano“ aus dem Ballett Le nozze disturbate von Jakob Haibel in C-Dur
- WoO 69: Neun Variationen über das Thema „Quant è più bello“ aus La Molinara von Giovanni Paisiello
- WoO 70: Sechs Variationen über das Thema „Nel cor più non mi sento“ aus der Oper La Molinara von Giovanni Paisiello
- WoO 71: Variationen über einen russischen Tanz aus Das Waldmädchen von Paul Wranitzky
- WoO 72: Acht Variationen über das Thema „Une fievre brulante“ aus der Oper Richard Löwenherz von André-Ernest-Modeste Gretry
- WoO 73: Variationen über „La stessa“ aus Falstaff von Salieri
- WoO 74: Variationen über „Ich denke dein“
- WoO 75: 7 Klaviervariationen über „Kind, willst du ruhig schlafen“
- WoO 76: 8 Klaviervariationen über „Tändeln und Scherzen“
- WoO 77: 6 Klaviervariationen über ein eigenes Thema in G-Dur
- WoO 78: 7 Klaviervariationen über „God Save the King“
- WoO 79: 5 Klaviervariationen über „Rule Britannia“
- WoO 80: 32 Variationen für Klavier über ein eigenes Thema in c-Moll (1806)
- WoO 81: Allemande für Klavier in A-Dur
- WoO 82: Menuett für Klavier in Es-Dur
- WoO 83: Ecosaisse in Es für Klavier (1806)
- WoO 84: Walzer in Es-Dur
- WoO 85: Walzer in D-Dur
- WoO 86: Ecosaisse in Es für Klavier (1824)
- WoO 87: Kantate auf den Tod Kaiser Josephs II.
- WoO 88: Kantate auf die Inthronisation Leopolds II.
- WoO 89: Arie „Prüfung des Küssens“ für Bass und Orchester
- WoO 90: Arie „Mit Mädeln sich vertragen“ für Bass und Orchester
- WoO 91: Zwei Arien zum Singspiel Die schöne Schusterin für Tenor bzw. Sopran mit Orchester
- WoO 92: Arie „Primo amore piacer del ciel“ für Sopran und Orchester
- WoO 92a: Arie „No, non turbati“ für Sopran und Orchester
- WoO 93:  Duett „Nei giorni tuoi felice“ für Sopran, Tenor und Orchester
- WoO 94: Arie „Germania“ aus dem Singspiel Die gute Nachricht
- WoO 95: Chor auf die verbündeten Fürsten für Chor und Orchester in A-Dur
- WoO 96: Schauspielmusik Leonore Prohaska
- WoO 97: Arie „Es ist vollbracht“ aus dem Singspiel Die Ehrenpforten
- WoO 98: Chor „Wo sich die Pulse jugendlich jagen“ zum Festspiel Die Weihe des Hauses
- WoO 99: Mehrstimmige italienische Gesänge
- WoO 100: Musikalischer Scherz „Lob auf den Dicken“ für drei Solostimmen und Chor
- WoO 101: Musikalischer Scherz „Graf, Graf, liebster Graf“
- WoO 102: Lied „Abschiedsgesang“ für drei Männerstimmen
- WoO 103: Kleine Kantate „Un lieto brindisi“ für vier Singstimmen (Sopran, zwei Tenöre und Bass) mit Klavierbegleitung
- WoO 104: Gesang der Mönche aus Schillers Wilhelm Tell für zwei Tenöre und Bass
- WoO 105: Hochzeitslied für Anna Giannatasio del Rio, für eine Singstimme (Tenor) mit Chor und Klavierbegleitung
- WoO 106: Lobkowitz-Kantate für eine Solostimme (Sopran) mit Chor- und Klavierbegleitung
- WoO 107: „Schilderung eines Mädchens“, Lied für Singstimme und Klavier
- WoO 108: „An einen Säugling“, Lied für Singstimme und Klavier
- WoO 109: „Trinklied (beim Abschied zu singen)“, Lied für Singstimme und Klavier
- WoO 110: „Elegie auf den Tod eines Pudels“, Lied für Singstimme und Klavier
- WoO 111: „Punschlied“, Lied für Singstimme und Klavier
- WoO 112: „An Laura“, Lied für Singstimme und Klavier
- WoO 113: „Klage“, Lied für Singstimme und Klavier
- WoO 114: „Selbstgespräch“, Lied für Singstimme und Klavier
- WoO 115: siehe Liste der Werke Beethovens#Unvollendete Werke
- WoO 116a: siehe Liste der Werke Beethovens#Unvollendete Werke
- WoO 116b: siehe Liste der Werke Beethovens#Unvollendete Werke
- WoO 117: „Der freie Mann“, Lied für Singstimme und Klavier
- WoO 118: „Seufzer eines Ungeliebten“ und „Gegenliebe“, Lied für Singstimme und Klavier
- WoO 119: „O care selve“, Lied für Singstimme und Klavier
- WoO 120: „Man strebt die Flamme zu verhehlen“, Lied für Singstimme und Klavier
- WoO 121: „Abschiedsgesang an Wiens Bürger“, Lied für Singstimme und Klavier
- WoO 122: „Kriegslied der Österreicher“, Lied für Singstimme und Klavier
- WoO 123: „Zärtliche Liebe“, Lied für Singstimme und Klavier
- WoO 124: „La partenza“ („Der Abschied“), Lied für Singstimme und Klavier
- WoO 125: „La tiranna“, Lied für Singstimme und Klavier
- WoO 126: „Opferlied“, Lied für Singstimme und Klavier
- WoO 127: „Neue Liebe, neues Leben“, Lied für Singstimme und Klavier
- WoO 128: „Plaisir d'aimer“, Lied für Singstimme und Klavier
- WoO 129: „Der Wachtelschlag“, Lied für Singstimme und Klavier
- WoO 130: „Gedenke mein“, Lied für Singstimme und Klavier
- WoO 131: siehe Liste der Werke Beethovens#Unvollendete Werke
- WoO 132: „Als die Geliebte sich trennen wollte“, Lied für Singstimme und Klavier
- WoO 133: Arietta „In questa tomba oscura“
- WoO 134: „Sehnsucht“, Lied für Singstimme und Klavier
- WoO 135: „Die laute Klage“, Lied für Singstimme und Klavier
- WoO 136: „Andenken“, Lied für Singstimme und Klavier
- WoO 137: „Lied aus der Ferne“, Lied für Singstimme und Klavier
- WoO 138: „Der Jüngling in der Fremde“, Lied für Singstimme und Klavier
- WoO 139: „Der Liebende“, Lied für Singstimme und Klavier
- WoO 140: „An die Geliebte“, Lied für Singstimme und Klavier
- WoO 141: „Der Gesang der Nachtigall“, Lied für Singstimme und Klavier
- WoO 142: „Der Bardengeist“, Lied für Singstimme und Klavier
- WoO 143: „Des Kriegers Abschied“, Lied für Singstimme und Klavier
- WoO 144: „Merkenstein“, Lied für Singstimme und Klavier
- WoO 145: „Das Geheimnis“ („Liebe und Wahrheit“), Lied für Singstimme und Klavier
- WoO 146: „Sehnsucht“, Lied für Singstimme und Klavier
- WoO 147: „Ruf vom Berge“, Lied für Singstimme und Klavier
- WoO 148: „So oder so“, Lied für Singstimme und Klavier
- WoO 149: „Resignation“, Lied für Singstimme und Klavier
- WoO 150: „Abendlied unterm gestirnten Himmel“, Lied für Singstimme und Klavier
- WoO 151: „Der edle Mensch sei hülfreich und gut“, Lied für Singstimme und Klavier
- WoO 152: 25 Irische Lieder
- WoO 153: 20 Irische Lieder
- WoO 154: 12 Irische Lieder
- WoO 155: 26 Walisische Lieder
- WoO 156: 12 Schottische Lieder
- WoO 157: 12 Lieder verschiedener Völker
- WoO 158: Liedersammlung „Aus den Liedern verschiedener Völker“
- WoO 159: Kanon „Im Arm der Liebe ruht sich's wohl“
- WoO 160: Zwei Kanons
- WoO 161: Kanon „Ewig Dein“
- WoO 162: siehe Liste der Werke Beethovens#Unechte und zweifelhafte Werke
- WoO 163: Kanon „Kurz ist der Schmerz“ (Erste Komposition)
- WoO 164: Kanon „Freundschaft ist die Quelle wahrer Glückseligkeit“
- WoO 165: Kanon „Glück zum neuen Jahr!“
- WoO 166: Kanon „Kurz ist der Schmerz“ (Zweite Komposition)
- WoO 167: Kanon „Brauchle, Linke“
- WoO 168: Kanon „Das Schweigen“ und „Das Reden“
- WoO 169: Kanon „Ich küsse Sie ...“
- WoO 170: Kanon „Ars longa, vita brevis“ (Erste Komposition)
- WoO 171: siehe Liste der Werke Beethovens#Unechte und zweifelhafte Werke
- WoO 172: Kanon „Ich bitt' dich, schreib' mir die Es-Scala auf“
- WoO 173: Kanon „Hol' euch der Teufel! B'hüt euch Gott!“
- WoO 174: Kanon „Glaube und hoffe“
- WoO 175: Kanon „Sankt Petrus war ein Fels, Bernardus war ein Sankt“
- WoO 176: Kanon „Glück, Glück zum neuen Jahr!“
- WoO 177: Kanon „Bester Magistrat, Ihr friert!“
- WoO 178: Kanon „Signor Abate ...“
- WoO 179: Kanon „Seiner kaiserlichen Hoheit ... Alles Gute, alles Schöne“
- WoO 180: Kanon „Hoffmann, sei ja kein Hoffmann“
- WoO 181: Drei Kanons
- WoO 182: Kanon „O Tobias!“
- WoO 183: Kanon „Bester Herr Graf, Sie sind ein Schaf!“
- WoO 184: Kanon „Falstafferel, lass' dich sehen!“
- WoO 185: Kanon „Edel sei der Mensch, hülfreich und gut“
- WoO 186: Kanon „Te solo adoro“
- WoO 187: Kanon „Schwenke dich ohne Schwänke!“
- WoO 188: Kanon „Gott ist eine feste Burg“
- WoO 189: Kanon „Doktor, sperrt das Tor dem Tod“
- WoO 190: Kanon „Ich war hier, Doktor, ich war hier“
- WoO 191: Kanon „Kühl, nicht lau“
- WoO 192: Kanon „Ars longa, vita brevis“ (Zweite Komposition)
- WoO 193: Kanon „Ars longa, vita brevis“ (Dritte Komposition)
- WoO 194: Kanon „Si non per portas, per muros“
- WoO 195: Kanon „Freu' dich des Lebens“
- WoO 196: Kanon „Es muß sein ...“
- WoO 197: Kanon „Da ist das Werk ...“
- WoO 198: Kanon „Wir irren allesamt“
- WoO 199: Musikalischer Scherz „Ich bin der Herr von zu, Du bist der Herr von von“
- WoO 200: „O Hoffnung“, Liedthema in G-Dur
- WoO 201: Musikalischer Scherz „Ich bin bereit ...“
- WoO 202: „Das Schöne zum Guten“ (Erste Komposition)
- WoO 203: „Das Schöne zum Guten“ (Zweite Komposition)
- WoO 204: siehe Liste der Werke Beethovens#Unechte und zweifelhafte Werke
- WoO 205: Notenscherze in Briefen
- WoO 206: Konzert (F-dur) für Oboe und Orchester (1792)
- WoO 207: Romance cantabile (e-moll) (1786)
- WoO 208: Quintett (Es-dur) für Oboe, drei Hörner und Fagott (1792)
- WoO 209: Menuett (As-dur) für zwei Violinen, Viola und Violoncello (1790)
- WoO 210: Allegretto (h-moll) für zwei Violinen, Viola und Violoncello (1817)
- WoO 211: Andante (C-dur) für Klavier (1790–92)
- WoO 212: Anglaise (D-dur) für Klavier (1793)
- WoO 213: Vier Bagatellen (Des-dur, G-dur, A-dur, A-dur) für Klavier (1793)
- WoO 214: Bagatelle (c-moll) für Klavier (1794)
- WoO 215: Dreistimmige Fuge (C-dur) für Klavier (1795)
- WoO 216: Zwei Bagatellen (C-dur, Es-dur) für Klavier (1800–01)
- WoO 217: Menuett (F-dur) für Klavier (1794)
- WoO 218: Menuett (C-dur) für Klavier (1794/95, evtl. 1793)
- WoO 219: Walzer (Ländler, Deutscher; c-moll) für Klavier (1803)
- WoO 220: Kriegslied für die verbündeten Heere (nach einem Gedicht von Ludwig Zacharias Werner) (1813/14)
- WoO 221: Kanon „Herr Graf, ich komme zu fragen ...“ (C-dur) (1796/97)
- WoO 222: Kanon (As-dur) (1803)
- WoO 223: „Tut auf“ Kanonisches Gesangsstück (C-dur) nach eigenem Text für zwei Singstimmen (1820)
- WoO 224: Kanon „Cacatum non est pictum“ (B-dur); Text von Gottfried August Bürger (1820)
- WoO 225: Kanon „Großen Dank für solche Gnade“ (1823)
- WoO 226: Kanon „Fettlümmel, Bankert haben triumphiert“ (1823)
- WoO 227: Kanon „Esel aller Esel“ (F-dur)  nach eigenem Text (1826)
- WoO 228a: Musikalischer Scherz „Ah Tobias“ (1825)
- WoO 228b: Musikalischer Scherz „Tobias“ (1824/25)

## Unvollendete Werke
- WoO 51: Klaviersonate (C-dur)
- WoO 62: Quintett (C-dur) für zwei Violinen, zwei Violen und Violoncello, „Letzter musikalischer Gedanke“ (1826)
- WoO 115: „An Minna“ Lied (D-dur) für Singstimme und Klavier (1790–1792)
- WoO 116: „Que le temps me dure“ Lied  für Singstimme und Klavier (1. Entwurf: c-moll; 2. Entwurf: C-dur), nach einem Gedicht von Jean-Jacques Rousseau (1793)
- WoO 131: „Erlkönig“ Lied (d-moll) für Singstimme und Klavier; nach einer Ballade von Johann Wolfgang von Goethe (1793–1795)
- Unv 1: Satz einer Sinfonie (c-moll) (zwischen 1786 und 1790)
- Unv 2: Sinfonie  „Nr. 0“ (C-dur) (ab 1794)
- Unv 3: Sinfonie Nr. 10 (c-moll, Es-Dur) (1822–1825)
- Unv 4: Ouvertüre über B-A-C-H (B-dur) (1824/25)
- Unv 5: Concertante (D-dur) für Violine, Violoncello, Klavier und Orchester (1802)
- Unv 6: Konzert Nr. 6 (D-dur) für Klavier und Orchester (1815)
- Unv 7: Quintettsatz (d-moll) für zwei Violinen, zwei Violen und Violoncello (1817)
- Unv 8: Duo (Es-dur) für Violine und Violoncello (1792?)
- Unv 9: Allegretto (Es-dur) für Klavier, Violine und Violoncello (1790–92)
- Unv 10: Trio (f-moll) für Klavier, Violine und Violoncello (1816)
- Unv 11: Sonate (A-dur) für Klavier und Violine (1790/91)
- Unv 12: Komposition (Fantasie?; D-dur/d-moll) für Klavier (1793)
- Unv 13: Sonate (Es-dur) für Klavier (1797/98)
- Unv 14: Variationen (A-dur) für Klavier (1794/95)
- Unv 15: Vestas Feuer, Oper in zwei Akten nach einem Libretto von Emanuel Schikaneder (1803)
- Unv 16: Macbeth, Oper nach einem Libretto von Heinrich Joseph von Collin (1808 und 1811)
- Unv 17: Europens Befreiungsstunde, Kantate nach einem Text von Joseph Karl Bernard, Textanfang: „Nach Frankreichs unheilvollem Sturz“ (1814)
- Unv 18: Östreich über alles, Lied (?) für Chor und Orchester nach einem Gedicht von Heinrich Joseph von Collin (1809)
- Unv 19: Komposition (Kantate; B-dur) für vier Singstimmen und Klavier (1790–92)
- Unv 20: Lamentationes Jeremiae für Singstimme(n) und Klavier (1790, 1791 oder 1792)
- Unv 21: An Henrietten (Traute Henriette), Lied (D-dur) für eine Singstimme und Klavier nach einem Gedicht von Ludwig Christoph Heinrich Hölty  (1790–92)
- Unv 22: Rastlose Liebe, Lied (Es-dur) für Singstimme und Klavier nach einem Gedicht von Johann Wolfgang von Goethe  (1796)
- Unv 23: Heidenröslein, Lied für Singstimme und Klavier nach einem Gedicht von Johann Wolfgang von Goethe  (1796)

## Unechte und zweifelhafte Werke
- Opus 41: Serenade (D-dur) für Klavier und Querflöte nach der Serenade op. 25 (1801 und 1803)
- Opus 42: Notturno (D-dur) für Klavier und Viola nach der Serenade op. 8  (zwischen 1797 und 1803)
- Opus 63: Trio (Es-dur) für Klavier, Violine und Violoncello  nach dem Quintett op. 4  (1806)
- Opus 64: Sonate (Es-dur) für Klavier und Violoncello nach dem Trio op. 3  (1807)
- WoO 9: 6 Menuette für zwei Violinen und Violoncello (vor 1795 ?)
- WoO 12: Zwölf Menuette für Orchester; Komponist: Kaspar Karl van Beethoven (Bruder von Ludwig van Beethoven) (1799)
- WoO 16: Zwölf Eccossaisen für Orchester (1806)
- WoO 17: Elf Tänze für Orchester (Brühler Tänze, Mödlinger Tänze) (1819)
- WoO 27: Drei Duos (C-dur, F-dur, B-dur) für Klarinette und Fagott (1800 ?)
- WoO 162: Ta ta ta, lieber Mälzel; Kanon (B-dur) Mälzelkanon, Komponist: Anton Schindler (?) (1812 ?)
- WoO 171: Glück fehl' dir vor allem ...; Kanon (G-dur), Komponist: Michael Haydn (1795)
- WoO 204: Holz geigt die Quartette so. Musikalischer Scherz (d-moll) nach einem Text von Ignaz Franz Castelli; Komponist: Karl Holz (1825)
- Anhang 1: Sinfonie (C-dur), „Jenaer Sinfonie“. Komponist: Friedrich Witt
- Anhang 2: Sechs Quartette (C-dur, G-dur, Es-dur, f-moll, D-dur, B-dur) für zwei Violinen, Viola und Violoncello
- Anhang 3: Trio (D-dur) für Klavier, Violine und Violoncello. Komponist: Kaspar Karl van Beethoven (Bruder von Ludwig van Beethoven)
- Anhang 4: Sonate (B-dur) für Klavier und Querflöte
- Anhang 5: Zwei Sonatinen (G-dur, F-dur) für Klavier (1807)
- Anhang 6: Rondo (B-dur) für Klavier. Komponist: Kaspar Karl van Beethoven (Bruder von Ludwig van Beethoven)
- Anhang 7: Erster Satz eines Klavierkonzerts (D-dur). Komponist: Johann Joseph Rösler (1802)
- Anhang 8: Gavotte, Allegro und Anfang eines Trauermarschs (F-dur, B-dur, c-moll) für Klavier zu vier Händen. Komponist: Leopold Kozeluch (1794)
- Anhang 9: Neun deutsche Tänze für Klavier zu vier Händen (ca. 1815)
- Anhang 10: Acht Variationen für Klavier (B-dur) über das Lied  „Ich hab' ein kleines Hüttchen nur“ (ca. 1830)
- Anhang 11: Marsch (F-dur) für Orchester (?), „Alexandermarsch“. Komponist: Louis Luc Loiseau de Persuis (?) (1769–1819) (1829)
- Anhang 12: Marsch (C-dur) für Militärmusik. „Pariser Einzugsmarsch 1814“. Komponist: Johann Heinrich Walch (1818/19)
- Anhang 13: Trauermarsch (f-moll) für Militärmusik (?). Komponist: Johann Heinrich Walch  (1829)
- Anhang 14: Sechs Walzer (As-dur, f-moll, Es-dur, A-dur, F-dur, Des-dur) für Klavier. Komponist von Nr. 1: Franz Schubert. Nr. 1: Sehnsuchtswalzer; Nr. 2: Schmerzenswalzer; Nr. 3: Hoffnungswalzer; Nr. 4: Geisterwalzer
- Anhang 15: Glaube, Liebe, Hoffnung; Walzer (F-dur) für Klavier (1837)
- Anhang 16: Vier Walzer (Cis-dur, B-dur, Es-dur, As-dur) für Klavier. Nr. 1: Jubelwalzer; Nr. 2: Gertruds Traumwalzer; Nr. 3: Sonnenscheinwalzer;  Nr. 4: Mondscheinwalzer
- Anhang 17: Introduktion und Walzer (F-dur) für Klavier (1835)
- Anhang 18: An Sie (Nachruf). Lied (As-dur) für Singstimme und Klavier nach einem Gedicht von Wilhelm von Marsano. Komponistin: Marianne Czegka (?)